# Neochauliodes rotundatus
Neochauliodes rotundatus är en insektsart som beskrevs av Bo Tjeder 1936. Neochauliodes rotundatus ingår i släktet Neochauliodes och familjen Corydalidae. Inga underarter finns listade i Catalogue of Life.